# Лєсогорський
Лєсогорський (рос. Лесогорский) — міське селище у Виборзькому районі Ленінградської області Російської Федерації.
Населення становить 3137 осіб. Належить до муніципального утворення Светогорське міське поселення.

## Історія
До 1917 року населений пункт перебував у складі Виборзької губернії Великого князівства Фінляндського. З 1918 по 1940 та в роки Другої світової війни між 1941 та 1944 роками у складі незалежної Фінляндії. Відтак — у складі Ленінградської області.

## Населення
| 1959  | 1970  | 1979  | 1989  | 2002  | 2006  | 2009  |
| ----- | ----- | ----- | ----- | ----- | ----- | ----- |
| 5330  | ↘4938 | ↘4798 | ↘3744 | ↘3004 | ↘2800 | ↘2775 |
| 2010  | 2012  | 2013  | 2014  | 2015  | 2016  | 2017  |
| ↗3273 | →3273 | ↘3258 | ↗3283 | ↗3302 | ↘3261 | ↘3242 |
| 2018  | 2019  | 2020  |       |       |       |       |
| ↘3208 | ↘3161 | ↘3137 |       |       |       |       |